# Holliston (Massachusetts)
Holliston es un pueblo ubicado en el condado de Middlesex en el estado estadounidense de Massachusetts. En el Censo de 2010 tenía una población de 13.547 habitantes y una densidad poblacional de 274,45 personas por km².

## Geografía
Holliston se encuentra ubicado en las coordenadas 42°11′45″N 71°27′12″O / 42.19583, -71.45333. Según la Oficina del Censo de los Estados Unidos, Holliston tiene una superficie total de 49.36 km², de la cual 48.29 km² corresponden a tierra firme y (2.17%) 1.07 km² es agua.

## Demografía
Según el censo de 2010, había 13.547 personas residiendo en Holliston. La densidad de población era de 274,45 hab./km². De los 13.547 habitantes, Holliston estaba compuesto por el 94.67% blancos, el 0.87% eran afroamericanos, el 0.1% eran amerindios, el 2.49% eran asiáticos, el 0.01% eran isleños del Pacífico, el 0.78% eran de otras razas y el 1.09% pertenecían a dos o más razas. Del total de la población el 1.82% eran hispanos o latinos de cualquier raza.